# Jori Tokyo

Biotectures

Jori Tokyo (de son vrai nom Johannes Riedmann, né le 9 avril 1973 à Munich) est un artiste numérique et sonore, performeur allemand.

## Biographie
Ayant grandi à Ratisbonne, il expérimente des codes, des infographies algorithmiques et sonores en modifiant des Commodore 64, Apple II, Atari ou Amiga.
En 2000, il crée le groupe Pomodoro Bolzano avec Max D. Well et Christian Wittkowsky qui produit de nombreux spectacles, sculptures et installations multimédias interactifs numériques.
Depuis 2006, Jori Tokyo traite des possibilités de performance virtuelle comme un avatar (informatique) tel que dans Second Life. Il invente Avatar Orchestra Metaverse et développe des espaces cybernétiques : Trendlabor, Tokyo Dollz et Virtual Haidplatz